# DB-3轰炸机
伊留申 ДБ-3，中文译做“德勃3”轰炸机，直译为“远程轰炸机-3”，苏联第二次世界大战前研发装备的主力轰炸机。双发、下单翼，1935年首飞，1939年改型为Il-4(当时称DB-3F)。

## 设计研发
谢尔盖·弗拉基米洛维奇·伊留申的BB-2在竞争中败给了图波列夫的斯勃轰炸机，转而把精力与时间用于把BB-2改型为远程轰炸机，与图波列夫的DB-2，满足了空军提出的要求：携带1000kg航弹，航程3000km，最大速度不低于350km/h。
1934年，苏联购买了法国Gnome-Rhône Mistral Major14Kdrs星型发动机的许可证，定为M-85航空发动机。伊留申于1934年开始设计BB-2 2K-14作为TsKB-26。TsKB-26实际上是概念验证机，大量使用木材制造机鼻与肋部，于1935年夏首飞。 飞行效果良好，是苏联第一种执行双发特技飞行的飞机，创造了所在级别的六项飞行世界纪录，如在5000km闭合航线上的载重、高度、速度等。
1936年3月完成了DB-3的真正原型机TsKB-30。全金属结构、机鼻延长、先后滑动的驾驶舱顶盖，固定风挡，改进的发动机整流罩等等。成功通过了国家验收试飞，1936年8月量产定型为DB-3。
DB-3采用了很多当时工艺上的极限设计，因此不便于生产。如每侧翼梁由四部分铆接而成，并有多个焊接处，都必须用X光机探伤。内部的小孔径铆接都很耗时。航弹舱设计为携带10枚FAB-100航空炸弹，但近程轰炸任务也能用外部的挂弹夹装上总重2500kg的重型航弹。机组3人，装备了3挺7.62毫米ShKAS機槍。其中机鼻上部的一挺由领航员操纵，机背与机腹的各一挺机枪都由同一个射击员操纵。
1937年5月-10月对预生产型的第二架做了飞行测试，虽然性能不如TsKB-30，但仍远超空军的使用需求。5000米高空航速达到390km/h，携带500kg航弹航程4000km，携带1000kg航弹航程3100km。作为对比，He_111轟炸機航速慢10-20km/h，携带750kg航弹的航程为1660km，携带1500kg航弹的航程为910km。因而，DB-3是1937年全世界在役双发轰炸机中性能最好的。当年，莫斯科的第39工厂、沃罗涅日的第18工厂生产了45架DB-3入役苏联空军。
1938年生产的DB-3改用了改进版的950马力的M-86航空发动机。阿穆尔河畔共青城的第126工厂也开始生产DB-3.
1938–1939年，逐渐过渡使用图曼斯基M-87A发动机、VISh-3可变距螺旋桨。M-87的起飞马力不变，但高空马力输出更大。1939-1940年使用了M-87B发动机，进一步增大了高空马力数。到1940年使用图曼斯基M-88发动机，起飞时1100马力，6800米高空航速达到了429km/h.

## 使用历史
1939年，向国民革命军空军提供了30架DB-3，装备了空军第8大队，用于从四川轰炸武汉的日军。直至1944年被B-24轟炸機替换。
1940年6月14日，两架DB-3击落了芬兰容克52民用客机Kaleva号。
苏芬战争中，芬兰俘获了5架受伤迫降的DB-3M，1941年又向德国购买了在布良斯克缴获的6架DB-3M与4架DB-3F/Il-4。
1941年8月7-8日夜，苏联波罗的海舰队的15架DB-3T鱼雷轰炸机对德国首都柏林实施了轰炸。8月11日，苏联空军的DB-3F也轰炸了柏林。

## 型号
TsKB-26
概念验证机
TsKB-30
第一架型号原型机。后去除装甲，用作远程纪录创造。命名为"Moskva". 1938年6月27-28日，从莫斯科飞到斯帕斯克达利尼，航程7580km，用时24 h 36 min，平均速度307km/h，飞行高度7000m，机长为Vladimir Kokkinaki，领航员A. M. Berdyanskij。1939年4月28日，企图从莫斯科不间断飞抵美国纽约，参加1939年紐約世界博覽會；但遇上恶劣天气，在加拿大新不伦瑞克省米斯库岛降落，8000km，用时22 h 56 min，8000米高度平均航速348km/h 从1959年起，莫斯科-纽约民航航班也是沿着这条航线飞行：莫斯科-诺夫哥罗德-赫尔辛基-特隆赫姆-法韦尔角-米斯库岛-纽约
DB-3 2M-85
最初的量产型号
DB-3 2M-86 (DB-3A)
航发升级为M-86
DB-3 2M-87A (DB-3B)
航发升级为 M-87A
DB-3T
1938年生产的鱼雷轰炸机，装备45-36-AN 或 45-36-AV 鱼雷
DB-3TP
掠海鱼雷轰炸机，1938年设计，未投产。
DB-3M
航发升级为M-87B或M-88
DB-3F
即Il-4.
TsKB-56
1940年的更大改型，机翼位置更高，双垂尾，使用AM-37发动机。生产了2台原型机后项目取消。空军选择了Er-2
DB-4
TsKB-56生产型号。未实施。
Il-4
DB-3F从1942年改称
Il-6
远程轰炸机，使用2台Charomskiy ACh-30柴油发动机，或2台M-90星型发动机

## 使用者

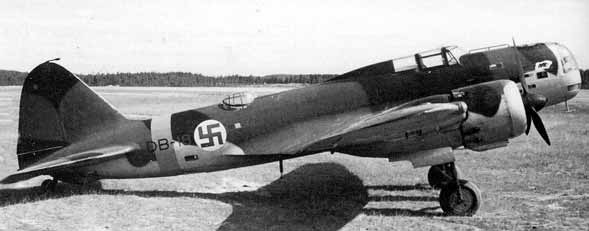
芬兰的DB-3M

中華民國
- 中華民國空軍

 芬兰
- 芬兰空军
  - 芬兰空军第46中队（英语：No. 46 Squadron, Finnish Air Force）
  - 芬兰空军第48中队（英语：No. 48 Squadron, Finnish Air Force）

 德国
- 纳粹空军

 苏联
- 苏联空军
- 苏联海军航空兵

## 规格(DB-3B后期生产型)
基本信息
- 机组：3
- 发动机：2台Nazarov M-879-cyl. air-cooled radial engines

性能
- 功重比：0.18 kW/kg

武器

- 3 × 7.62 mm ShKAS機槍
- 1 × 20 mm  施瓦克机炮（不总是装备）
- 最多 2,500 kg航弹

## 书目
- Template:Aviation.ru
- Gordon, Yefim; Khazanov, Dmitri. . 2: Twin-Engined Fighters, Attack Aircraft and Bombers. Earl Shilton, UK: Midland Publishing Ltd. ISBN 1-85780-084-2.
- Gordon, Yefim; Komissarov, Dmitriy and Sergey. . London: Ian Allan. 2004. ISBN 1-85780-187-3.
- Keskinen, Kalevi; Stenman, Kari; Niska, Klaus. . Suomen Ilmavoimien Historia 9. Espoo, Finland: Tietoteos. 1982. ISBN 952-99432-7-X.
- Nowarra, Heinz J.; Duval, G.R. . London: Fountain Press. 1971. ISBN 0-85242-460-4.
- Stapfer, Hans-Heiri. . Aircraft 192. Carrollton, Texas: Squadron/Signal Publications. 2004. ISBN 0-89747-471-6.